# 康科德鎮區 (愛荷華州迪比克縣)
康科德鎮區（英語：Concord Township）是位於美國愛荷華州迪比克縣的一個行政鎮區。

## 地方資料
根據2010年美國人口普查的數據，康科德鎮區的面積為94.28平方千米，當中陸地面積為94.28平方千米，而水域面積為0.00平方千米。當地共有人口830人，而人口密度為每平方千米8.8人。